# Governo Meta II
Il governo Meta II è stato il 60º governo dell'Albania, in carica dal 7 settembre 2001 al 22 febbraio 2002. Si è formato in seguito alle elezioni parlamentari del 2001, che hanno visto la vittoria del Partito Socialista, guidato dall'ex-Primo ministro Fatos Nano.
A causa delle tensioni interne al partito, che vedevano contrapposte le fazioni facenti capo a Nano e Meta, e a causa dei continui scandali dovuti alle accuse di corruzione a numerosi ministri, dopo un primo rimpasto nel mese di dicembre del 2001, il governo diede le dimissioni il 29 gennaio 2002, portando così alla formazione del secondo governo Majko.

## Compagine di governo

### Appartenenza politica
L'appartenenza politica dei membri del Governo, al momento della formazione, era la seguente:
| Partito | Partito                                 | Primo ministro | Vice primo ministro | Ministri | Totale |
| ------- | --------------------------------------- | -------------- | ------------------- | -------- | ------ |
|         | Partito Socialista d'Albania            | 1              | -                   | 14       | 15     |
|         | Partito Socialdemocratico d'Albania     | -              | 1                   | 1        | 2      |
|         | Partito dell'Unione per i Diritti Umani | -              | -                   | 2        | 2      |
|         | Partito Agrario d'Albania               | -              | -                   | 1        | 1      |
|         | Partito Alleanza Democratica            | -              | -                   | 1        | 1      |
|         | Indipendenti                            | -              | -                   | 1        | 1      |
| Totale  | Totale                                  | 1              | 1                   | 20       | 22     |

### Sostegno parlamentare
| Camera    | Collocazione | Partiti                                        | Seggi    |
| --------- | ------------ | ---------------------------------------------- | -------- |
| Assemblea | Governo      | PSSH (73), PSD (4), PAA (3), PBDNJ (3), AD (3) | 86 / 140 |
| Assemblea | Opposizione  | BPF (46), PDR (6), Ind (2)                     | 54 / 140 |

## Composizione
Al momento dell'insediamento, il Governo era composto da 20 ministri (esclusi il Primo ministro e il Vice Primo ministro).
| Carica                                         | Titolare | Titolare                             | Titolare                                     |
| ---------------------------------------------- | -------- | ------------------------------------ | -------------------------------------------- |
| Primo ministro                                 |          |                                      | Ilir Meta (PSSH)                             |
| Vice primo ministro Lavoro e politiche sociali |          |                                      | Skënder Gjinushi (PSD)                       |
| Esteri                                         |          |                                      | Arta Dade (PSSH)                             |
| Finanze                                        |          |                                      | Anastas Angjeli (PSSH)                       |
| Ordine pubblico                                |          |                                      | Ilir Gjoni (PSSH)                            |
| Difesa                                         |          |                                      | Pandeli Majko (PSSH)                         |
| Economia pubblica e privatizzazioni            |          |                                      | Mustafa Muçi (PSSH) Fino al 14/12/2001       |
| Economia pubblica e privatizzazioni            |          | Spartak Pocu (PSSH) Dal 14/12/2001   |                                              |
| Cooperazione economica e commercio             |          |                                      | Ermelinda Meksi (PSSH)                       |
| Giustizia                                      |          |                                      | Sokol Nako (PBDNJ)                           |
| Lavori pubblici e turismo                      |          |                                      | Bashkim Fino (PSSH) Fino al 14/12/2001       |
| Lavori pubblici e turismo                      |          | Blendi Klosi (PSSH) Dal 14/12/2001   |                                              |
| Trasporti                                      |          |                                      | Maqo Lakrori (PSSH)                          |
| Istruzione e scienza                           |          |                                      | Ben Blushi (PSSH)                            |
| Agricoltura e alimentazione                    |          |                                      | Agron Duka (Indipendente) Fino al 14/12/2001 |
| Agricoltura e alimentazione                    |          | Eduard Allushi (PSSH) Dal 14/12/2001 |                                              |
| Cultura, gioventù e sport                      |          |                                      | Luan Rama (PSSH)                             |
| Salute                                         |          |                                      | Gjergj Koja (PSSH)                           |
| Affari locali e decentramento                  |          |                                      | Arben Imami (AD)                             |
| Ambiente                                       |          |                                      | Et'hem Ruka (PSSH)                           |
| Ministro di Stato per l'integrazione europea   |          |                                      | Paskal Milo (PSD)                            |
| Ministro di Stato per l'energia                |          |                                      | Dritan Prifti (PSSH)                         |
| Ministro di Stato presso il Primo Ministro     |          |                                      | Ndre Legisi (PSSH)                           |
| Ministro di Stato per le minoranze             |          |                                      | Niko Kacalidha (PBDNJ)                       |
| Ministro di Stato                              |          |                                      | Lufter Xhuveli (PASH)                        |